# Полемон I
Полемон I (греч. Πολέμων; ум. 8 до н. э.) — царь Понта (38—8 годах до н. э.) и Боспора (14—8 годах до н. э.).
Полемон был сыном некого Зенона, богатого оратора из города Лаодики. В 40 году до н. э. со своим отцом Полемон защищал город от вторжения парфян, вследствие чего римляне даровали обоим римское гражданство. В 39 году до н. э. Марк Антоний назначил Полемона префектом (губернатором) части Киликии и Ликаонии, а в 37 году до н. э. направил его в Понт царём. В 36 году до н. э. Полемон в составе римского войска участвовал в неудачном походе Антония на восток и был взят в плен парфянами. Однако он был выкуплен и смог вернуться домой. В 34 году до н. э. Антоний включил Малую Армению в состав царства Полемона, но через три года римляне отобрали её обратно из-за поддержки Антония в римской гражданской войне. Однако Октавиан оставил Полемону Понт и даже прибавил к его владениям Боспорское царство.
Основой наших представлений об этом периоде является отрывок из «Римской истории» Диона Кассия:

…На Боспоре Киммерийском произошел переворот. Некий Скрибоний, выдававший себя за внука Митридата, и утверждавший, что он получил царскую власть от Августа, после смерти Асандра взял в жены супругу последнего по имени Динамия… и стремился овладеть Боспором. Проведав об этом, Агриппа послал против него Полемона, царствовавшего в Понте, что возле Каппадокии. Тот уже не застал в живых Скрибония, так как боспорцы, узнав о его замысле, уже раньше убили его; когда же они и Полемону оказали сопротивление…, он вступил с ними в сражение и одержал победу, но не смог их подчинить себе, пока Агриппа не прибыл в Синопу с намерением идти на них походом. Тогда они сложили оружие и сдались Полемону…
Чтобы мирным путём войти во владение Боспором, ему пришлось жениться на Динамии (внучке Митридата Великого), этот брак продлился не более года, так как Полемон пытался изменить старые порядки Боспора, установленные ещё Митридатом.
В 8 году до н. э. Полемон был убит мятежниками, и царский престол перешёл к его вдове Пифодориде — внучке Марка Антония, затем вышедшей замуж за Архелая, последнего царя Каппадокии.
Несколько иная версия причины смерти Полемона звучит у Страбона, который писал:

К ним (меотам) относятся аспургианы, живущие на пространстве в 500 стадий между Фанагорией и Горгипией. Когда царь Полемон I, напав на них под предлогом заключения договора о дружбе, не сумел, однако, скрыть своего намерения, они перехитрили его и, захватив в плен, убили.
Спустя некоторое время после смерти Полемона Аспургу (сыну Динамии от Асандра) удалось стать правителем Боспорского царства и основателем новой династии. Октавиан Август признает Аспурга царём Боспора, добившись выделения из его царства Херсонеса.

## Семья
Ровно через два года после свадьбы с Динамией, Полемон женился на Пифодориде, которая родила ему двоих сыновей и дочь:
- Зенон (Zeno Artaxias), царь Армении (под именем Арташес III) в 18-35 годах.
- Марк Антоний Полемон Пифодор (Marcus Antonius Polemon Pythodorus), царь Понта в 3 до н. э. — 7 н. э. (соправитель матери).
- Антония Трифена (Antonia Tryphaena), жена Котиса III (сапейского царя Фракии), мать Полемона II (царя Понта в 38-64 гг.).